# 国鉄157系電車
国鉄157系電車（こくてつ157けいでんしゃ）は、日本国有鉄道（国鉄）が1959年（昭和34年）に設計・製造した長距離用直流急行形電車。後に運用の実績から特殊特急形車両に分類された。
お召し専用車両であるクロ157形は本系列に分類される車両ではあるが、特殊用途のため他車とは別節にて解説する。

## 概要
東京駅から日光駅へは、1956年（昭和31年）10月からキハ55系気動車による準急「日光」が運転されていたが、1958年（昭和33年）に東北本線・日光線の電化が完成したため、国際的観光地である日光に向かう「日光」号を電車化しスピードアップすることが計画された。そのうえで、国際観光列車としての色彩や競合する東武鉄道への対抗、ならびに将来の急行形車両の設備向上の試作的意味から、準急列車用に22系電車として計画・開発された。
キハ55系などの準急形車両はおろか急行形車両よりも設備水準がはるかに上のものとして、151系電車に準じたデラックスな特急形車両並の車内設備を有して設計・製造されたのが本系列である。1959年（昭和34年）6月の車両称号規程改正後に落成したため「157系」と称される。
最初に投入された列車名から「日光形電車」とも呼ばれる。
後に特急列車にも投入され、一般旅客用車両31両と皇室用貴賓車クロ157形の1両をあわせた合計32両が1963年（昭和38年）までに日本車輌製造・川崎車輛（現・川崎車両）・汽車製造で製造された。

## 構造

### 車体
車体断面は153系に準じた形状とした全金属製セミモノコック構造であり、車両限界に合わせ裾を絞った断面形状とした。
クモハ157形の前面はクハ153形を基本とし前面窓の側面まで回り込んだパノラミックウインドウ採用などの共通点もあるが、当初は同形式同士を向かい合わせにする運用を想定していなかったことにより非貫通構造としたこと、踏切事故対策として高運転台を採用したことにより、本系列独特のものとなった。
客用出入口は151系と同様の幅700 mmの片引戸を採用し、本系列では片側2か所に設けられたほか、横揺れ防止の車端ダンパが搭載された。
当初は準急用であることから冷房装置の搭載は見送られたものの、将来の搭載を考慮し、屋根上の搭載予定部分を鉄板で塞ぐなどの準備工事が施されており、客室には扇風機が設置された。このため側窓は開閉可能なバランサー付き1段下降窓を採用した。
新製時の外板塗色はキハ55系と同様のクリーム4号と赤11号の組み合わせとし、車両番号表示は落成当時より切り抜き文字であったクロ157形を除き赤11号とした。ただし、1次車では細かった先頭部裾（後部標識灯・タイフォン下）のクリーム色帯が2次車から太くなり後に2次車の仕様に統一された。また1963年（昭和38年）のAU12S形分散式冷房装置搭載工事と同時に車両番号表示を含む赤色部分を他の特急用車両と同様の赤2号に変更した。

### 車内設備
特急形車両と同等の車内設備を持たせるということで、座席は2等車がリクライニングシート、3等車が回転クロスシートを採用した。
2等車のリクライニングシートは151系のものと基本構造は同一だが、準急形ということで表地は赤7号の合成繊維となり、シートラジオは省略された。テーブルは151系と同様に通常は座席背面の袋に収納し、使用時に袋から出して肘掛け横の穴に差し込む構造である。
3等車の回転クロスシートは151系のものを改良し、座席背面の折畳みテーブルを外付け式とした。また座席背面のほか、側面窓下の壁面にも灰皿を設けている。
荷物棚は当時としては珍しいパイプ式を採用。
トイレ・洗面所はすべての車両に設置されたが、サロ157形には外国人観光客に配慮して洋式トイレを採用した。

### 主要機器
101系通勤形電車で採用・確立されたMM'ユニット方式で、1基の主制御器で2両8基の主電動機を制御する1C8M方式・SELD（発電ブレーキ併用電磁直通ブレーキ）・中空軸平行カルダン駆動方式などの新技術を導入した新性能電車。性能面では153系急行形電車を基本にしており、DT24形（電動車）・TR59形（付随車）台車MT46A形直巻整流子電動機を歯車比1：4.21=19:80で搭載など共通点も多く、営業運転時最高速度110 km/h・設計最高速度130 km/hも153系と同様である。
制御回路はKE57A形ジャンパ連結器2基によるため、同様の方式を採用する151・153・155・159・161系の各系列とは互換性があり併結・混結は可能で、153・161系とは営業運転での実績もある。
しかし本系列では、勾配の介在する日光線内での運転条件を考慮して以下の設計変更が行われた。
- 編成内の電動車比率（MT比）を高めるため編成両端のクモハ157形 (Mc) +モハ156形 (M') でユニットを組み、その間に付随車のサロ157形 (Ts) ・サハ157形 (T) を2両ないし3両組み込むことを基本とした。食堂車（ビュフェ車を含む）は製造されていない。
- クモハ157形に搭載される主制御器は、既存のCS12A形電動カム軸多段抵抗制御器に抑速ブレーキを追加装備したCS12C形を搭載する。ただし、後にCS15形で一般的となるノッチ戻し機構は未装備である。

## 形式

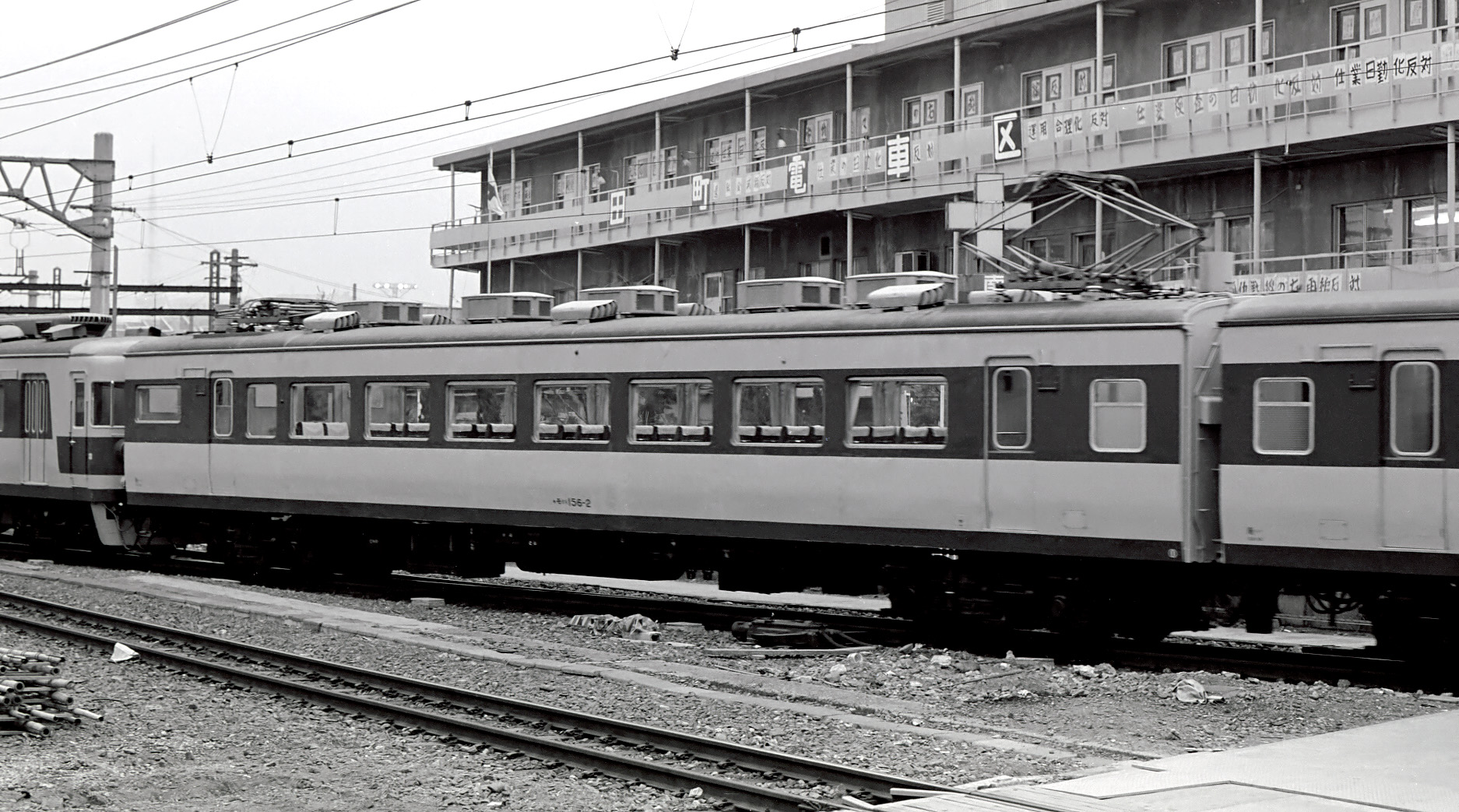
モハ156-2

※は当初の計画段階での形式である。
クモハ157-1 - 10（Mc・※モハ22形奇数番号）
モハ156形とユニットを組む3等（→2等→普通車）制御電動車で定員は56人。前面は非貫通で踏切事故などの際に乗務員を保護するために3.2 mm厚の鋼板を使用し、高運転台構造を採用。運転室後部には冷房装置搭載時の電源供給用大型電動発電機 (MG)を納める機器室を設置した。
前面には独特の列車愛称表示器（ヘッドマーク）が設置することができた。当初の物は青地に白線で翼をモチーフとした逆台形で、中心部の正方形部分に差し込む板を紙芝居式に差し換える原始的な物であったが、この正方形部上部に蛍光灯を備え、これを点灯させるため前面部右側に電源供給用コネクタを設置した。なお、「あまぎ」「白根」では紙芝居式を止め、181系に準じたデザインの大型ヘッドマーク（同じく電照式）に変更された。
モハ156-1 - 10（M'・※モハ23形偶数番号）
クモハ157形とユニットを組む3等中間電動車で定員は60人。1位側にトイレを設置し、2位側のドア・デッキに続く車両端には本系列にビュッフェを含め食堂車が無いことから車内販売の基地を兼ねた売店が設けられた。戸棚やショーケースのほかに、流し台こそないものの電気冷蔵庫や電気コンロが設置され簡単な調理も可能である。売店の向かい側には立食も可能な小カウンターが設置され、冷房搭載時に冷水機も設置された。
冷房搭載時の電力負荷増に備えてパンタグラフも1基増設できる準備工事がなされており、冷房改造と同時に2基搭載とした。
サハ157-1 - 5（T・※サハ28形）
3等付随車で定員は68人。
サロ157-1 - 6（Ts・※サロ27形）
2等（→1等→グリーン車）で定員は52人。6は1963年の増備車であり、冷房改造工事や「ひびき」定期化で予備車が不足することから、当初から1等車ならびに冷房装置を搭載して製造された。
クロ157-1 (Tsc)
貴賓車。詳細は#貴賓車クロ157形を参照。
年次別製造一覧
| 製造 年次   | 形式              | 車両 番号 | 製造 会社 | 製造名目                          | 予算             |
| 1次車 1959  | クモハ157 モハ156 | 1 - 3     | 汽車      | 準急「日光」電車化                | 昭和33年度債務   |
| 1次車 1959  | クモハ157 モハ156 | 4・5      | 日車      | 準急「日光」電車化                | 昭和33年度債務   |
| 1次車 1959  | サハ157           | 1         | 汽車      | 準急「日光」電車化                | 昭和33年度債務   |
| 1次車 1959  | サハ157           | 2         | 日車      | 準急「日光」電車化                | 昭和33年度債務   |
| 1次車 1959  | サロ157           | 1         | 汽車      | 準急「日光」電車化                | 昭和33年度債務   |
| 1次車 1959  | サロ157           | 2         | 日車      | 準急「日光」電車化                | 昭和33年度債務   |
| 2次車 1960  | クモハ157 モハ156 | 6 - 8     | 日車      | 特急「ひびき」 通年運転用増備     | 昭和35年度本予算 |
| 2次車 1960  | クモハ157 モハ156 | 9・10     | 川車      | 特急「ひびき」 通年運転用増備     | 昭和35年度本予算 |
| 2次車 1960  | サハ157           | 3         | 日車      | 特急「ひびき」 通年運転用増備     | 昭和35年度本予算 |
| 2次車 1960  | サハ157           | 4・5      | 川車      | 特急「ひびき」 通年運転用増備     | 昭和35年度本予算 |
| 2次車 1960  | サロ157           | 3         | 日車      | 特急「ひびき」 通年運転用増備     | 昭和35年度本予算 |
| 2次車 1960  | サロ157           | 4・5      | 川車      | 特急「ひびき」 通年運転用増備     | 昭和35年度本予算 |
| 3次車 1963  | サロ157           | 6         | 日車      | 冷房化改造 ならびに「ひびき」予備 | 昭和37年度本予算 |
| 貴賓車 1960 | クロ157           | 1         | 川車      | 皇室ならびに各国賓客用            | 昭和34年度債務   |

## 運用

### 1959年9月-1960年12月
田町電車区（後の田町車両センター→現・東京総合車両センター田町センター）に配置された1次車14両により1959年9月22日から東京 - 日光「日光」・新宿 - 日光「中禅寺」・上野 - 黒磯「なすの」の各準急と間合い運用で日光 - 黒磯快速列車で運転を開始。
下り「日光」→（臨時「第2日光」）→上り「中禅寺」
| ← 日光・東京・新宿・上野宇都宮 → |          |          |          |          |            |
| クモハ 157                       | モハ 156 | サハ 157 | サロ 157 | モハ 156 | クモハ 157 |

下り「中禅寺」→快速黒磯→「なすの」→快速日光→上り「日光」
| ← 宇都宮・黒磯日光・東京・新宿・上野 → |          |          |          |          |            |
| クモハ 157                             | モハ 156 | サロ 157 | サハ 157 | モハ 156 | クモハ 157 |

予備車
- McM'ユニット1組

上記6両編成2本による運用は1959年9月22日 - 11月10日・1960年3月20日 - 11月30日で、準急は全車指定席。新宿発着の「中禅寺」は田町区からの出入が山手貨物線を介在するために編成が逆向きとなる関係から、上り「中禅寺」で帰区した編成は翌日の下り「中禅寺」で、上り「日光」で帰区した編成は翌日の下り「日光」に投入する制約があった。また同年10月31日・11月2・7日には下り「日光」 - 上り「中禅寺」の運用間合を活用して、上野 - 日光臨時準急「第2日光」に投入された。
当時の運転計画では「日光」は通年運転であったが、他の2本は春から秋にかけての季節運転であるために同年11月10日に「中禅寺」「なすの」が冬期運休。11月21日から翌1960年1月31日まで余剰となる1編成を投入して東海道本線の混雑緩和用に東京 - 大阪臨時特急「ひびき」に充当されたほか、上り「日光」は東京 - 伊東で延長運転を行った。
運用の変遷
所定の編成と運用（1959年11月21日 - 1960年3月19日の年末年始期間を除く）
下り「日光」→快速黒磯→快速日光→上り「日光」
下り「ひびき」→上り「ひびき」
| ← （大阪）・日光・東京・伊東宇都宮・黒磯（東京） → |          |          |          |          |            |
| クモハ 157                                         | モハ 156 | サハ 157 | サロ 157 | モハ 156 | クモハ 157 |

年末年始期間の「日光」減車と「ひびき」増結（1959年12月下旬 - 1960年1月上旬）
下り「日光」→快速黒磯→快速日光→上り「日光」
| ← 日光・東京・伊東宇都宮・黒磯 → |          |          |          |            |
| クモハ 157                       | モハ 156 | サロ 157 | モハ 156 | クモハ 157 |

下り「ひびき」→上り「ひびき」
| ← 大阪東京 → |          |          |          |          |          |            |
| クモハ 157   | モハ 156 | サハ 157 | サハ 157 | サロ 157 | モハ 156 | クモハ 157 |

- ただし、「ひびき」運用と上り「日光」伊東延長は1月31日で終了。なお、1959年12月より1960年1月の年末年始期間では組成に変更があり、「日光」はサハ157を抜いた5両編成で運転し、捻出した同車を「ひびき」の増結に充当している[1][2]。

### 1960年12月-1963年3月
1960年12月までに2次車16両が落成し、同月10日から臨時特急「ひびき」の増発が年間を通じて可能となった。また、年末年始の「日光」減車もこの年以降は行われなくなっている。
「ひびき」編成（使用1本）
| ← 大阪東京 →                   |          |          |          |          |            |   |          |          |          |            |
| 1960年12月10日 - 1961年1月31日 |          |          |          |          |            |   |          |          |          |            |
| クモハ 157                     | モハ 156 | サロ 157 | サハ 157 | モハ 156 | クモハ 157 | + | サロ 157 | サハ 157 | モハ 156 | クモハ 157 |
| 1961年2月1日 - 1963年4月19日   |          |          |          |          |            |   |          |          |          |            |
| クモハ 157                     | モハ 156 | サロ 157 | サハ 157 | モハ 156 | クモハ 157 |   |          |          |          |            |

「日光」編成（春 - 秋期使用2本・冬期1本）は変更なし。
予備車
- 1編成+McM'ユニット2組+Ts1両+T1両

1961年（昭和36年）4月1日から、前年の上り「日光」伊東延長運転をそれまで回送であった下りにも設定して発展させる形で伊豆と日光の両観光地を直結する季節準急「湘南日光」を伊東 - 日光に運転。
- 本列車は季節により利用状況が異なるものと推定されたことからシーズンにより日光 - 東京「第2日光」と東京 - 伊東「臨時いでゆ」に分けて運転するケースもあった[注 19]。
- このほか繁忙期には定期運用の間合いと予備車を活用して上野 - 黒磯臨時準急「ゆのか」や「臨時日光」にも充当された。

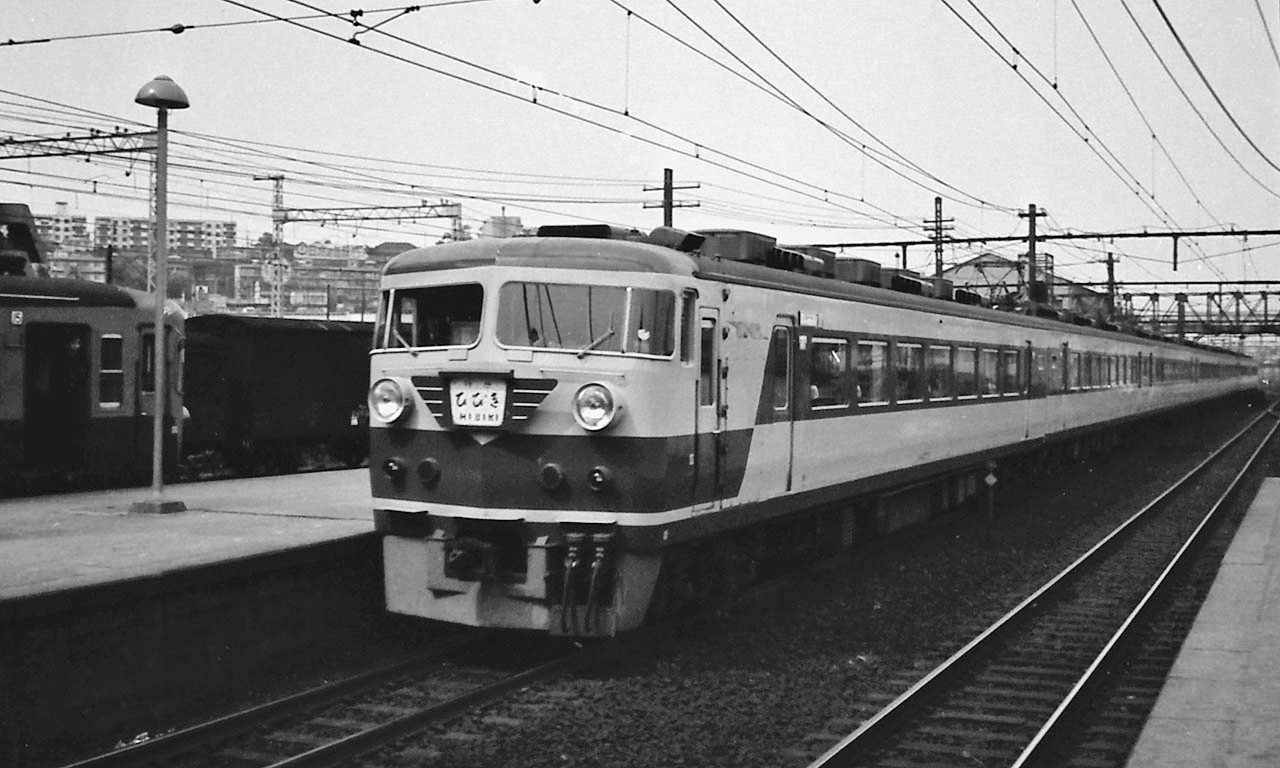
特急「ひびき」

- 1960年12月20日から1961年1月31日まで 10両編成の「ひびき」が運転された。

1961年10月1日のダイヤ改正では、「ひびき」が季節特急に格上げとなり最大2往復に増発された。また「ゆのか」「臨時日光」への充当が継続した。
1963年（昭和38年）には以下の変更を実施。
- 本系列の冷房改造ならびに編成変更実施で不足となる予備車確保の名目でサロ157-6を新造
- 3月25日より東北本線・日光線での運用を以下に変更
  - 「日光」は引き続き本系列を充当。全車両の冷房化を実施。
  - 「中禅寺」「なすの」「湘南日光」は165系へ置換え[注 21]。日光 - 黒磯の快速については列車の存廃を含めて不明。

### 1963年4月-1964年9月
4月20日に「ひびき」1往復定期特急格上げのため、サロ157形を「ひびき」に捻出することから、157系の全車冷房化から1ヶ月で「日光」編成はサハ157形に置換えた以下の編成へと変更した。
「ひびき」編成（使用2本）
| ← 大阪東京 → |          |          |          |          |          |            |
| クモハ 157   | モハ 156 | サハ 157 | サロ 157 | サロ 157 | モハ 156 | クモハ 157 |

「日光」編成（使用1本）
| ← 日光・東京宇都宮 → |          |          |          |          |            |
| クモハ 157           | モハ 156 | サハ 157 | サハ 157 | モハ 156 | クモハ 157 |

予備車
- McM'ユニット4組+Ts2両+T1両[注 22]

「ひびき」は乗車率が高いために、度々McM'ユニットを大阪方もしくは東京方のいずれかに増結した9両編成で運転されるケースも多かったが、同年12月21日の年末年始輸送から増号車扱い継続のまま恒常的に9両での運転となった。
- 本措置は「第1富士」脱線転覆事故の影響で車両運用が大幅に変更された翌1964年（昭和39年）5月6日まで継続した。

### 1964年10月-1969年4月
東海道新幹線開業による1964年10月1日のダイヤ改正では東海道本線の昼行特急は全廃となったため「ひびき」充当車は同年11月1日から全車座席指定の急行「第1・第2伊豆」に転用されることになり、以下の運用体制に変更になった。
「伊豆」編成（使用1本）
| ← 伊豆急下田・修善寺東京 → |                |                |                |                |                |                |   |            |            |            |            |            |            |
| クモハ 157                 | モハ 156       | サロ 157       | サロ 157       | サハ 157       | モハ 156       | クモハ 157     | + | クモハ 157 | モハ 156   | サロ 157   | サロ 157   | モハ 156   | クモハ 157 |
| 伊豆急下田編成             | 伊豆急下田編成 | 伊豆急下田編成 | 伊豆急下田編成 | 伊豆急下田編成 | 伊豆急下田編成 | 伊豆急下田編成 |   | 修善寺編成 | 修善寺編成 | 修善寺編成 | 修善寺編成 | 修善寺編成 | 修善寺編成 |

「日光」編成（使用1本）は変更なし。
予備車
- 「伊豆」伊豆急下田編成1本+McM'ユニット2組+T1両

熱海で分割併合を実施し、私鉄となる伊豆急行線・伊豆箱根鉄道駿豆線に乗入れたが、伊豆箱根鉄道駿豆線の最大有効長が6両までのため、熱海以遠では修善寺編成は6両で、伊豆急下田編成は7両で運転した。また多客期には、伊豆急下田編成にMcM'ユニットを増結する場合があった。
- これ以前は、クモハ157形が片渡り構造のために向かい合わせで連結することが不可能だった。そのため定期「日光」を含め1964年東京オリンピックの臨時列車として10月3日以降は同月28日まで運転の横浜 - 日光間臨時準急「特別日光」および11月4日まで運転の上野 - 日光間臨時準急「臨時日光」に改正前「ひびき」充当用サロ157形2両組込7両編成を共通運用で充当させながら[注 23]、大井工場（現・東京総合車両センター）で順次クモハ157形の助士席側スカートに開口部を新設、制御用KE57A形2基ならびに三相引き通し用KE5形ジャンパ連結器を増設して両渡り構造とする改造工事が施工された[注 24]。

「伊豆」および「日光」充当期間中の1966年（昭和41年）3月5日には、走行キロ100 km以上の準急列車は急行列車に格上げを行う料金制度改定を実施。「日光」も急行列車に格上げされた。
1968年（昭和43年）7月には、伊豆急下田編成1本を充当して信越本線東京 - 中軽井沢臨時特急「そよかぜ」2往復が設定された。本運用では横川 - 軽井沢ではEF63形補助機関車を連結することから、横軽対策・耐寒耐雪改造を全車に施工した。ただし、本系列による「そよかぜ」は同年8月限りのみとなり、翌9月からは181系に変更された。
「そよかぜ」編成
| ← 東京中軽井沢 → |          |          |          |          |          |            |
| クモハ 157       | モハ 156 | サロ 157 | サロ 157 | サハ 157 | モハ 156 | クモハ 157 |

1968年10月1日のダイヤ改正では、以下に示す列車愛称の整理が行われた。
- 同一区間の運転系統を持つ列車に関しては愛称を統一する。
- 上記列車の運転本数が1往復を超える場合は、「○○1号」・「○○2号」の番号区分に統一する。

そのために本系列充当列車の「日光」は「下り3号・上り2号」に、「第1・第2伊豆」は「下り1・8号・上り3・8号」への変更が行われた。

### 1969年4月-1976年2月
1969年（昭和44年）4月25日、東京 - 伊豆急下田に特急「あまぎ」定期2往復・季節1往復・予定臨時1往復を新設し、本系列が充当された。
- これに先立ち4月5日に急行「伊豆」での運用を終了。「日光」も165系に置換えられ、本系列は発祥の地である日光線運用も終了した。

「あまぎ」編成
| ← 伊豆急下田東京 →                |          |          |          |          |          |            |   |          |            |
| 定期列車編成（使用1本）           |          |          |          |          |          |            |   |          |            |
| クモハ 157                        | モハ 156 | サロ 157 | サロ 157 | サハ 157 | モハ 156 | クモハ 157 | + | モハ 156 | クモハ 157 |
| 季節・予定臨時列車編成（使用1本） |          |          |          |          |          |            |   |          |            |
| クモハ 157                        | モハ 156 | サロ 157 | サロ 157 | サハ 157 | モハ 156 | クモハ 157 |   |          |            |

予備車
- 7両編成1本+McM'ユニット3組+T2両

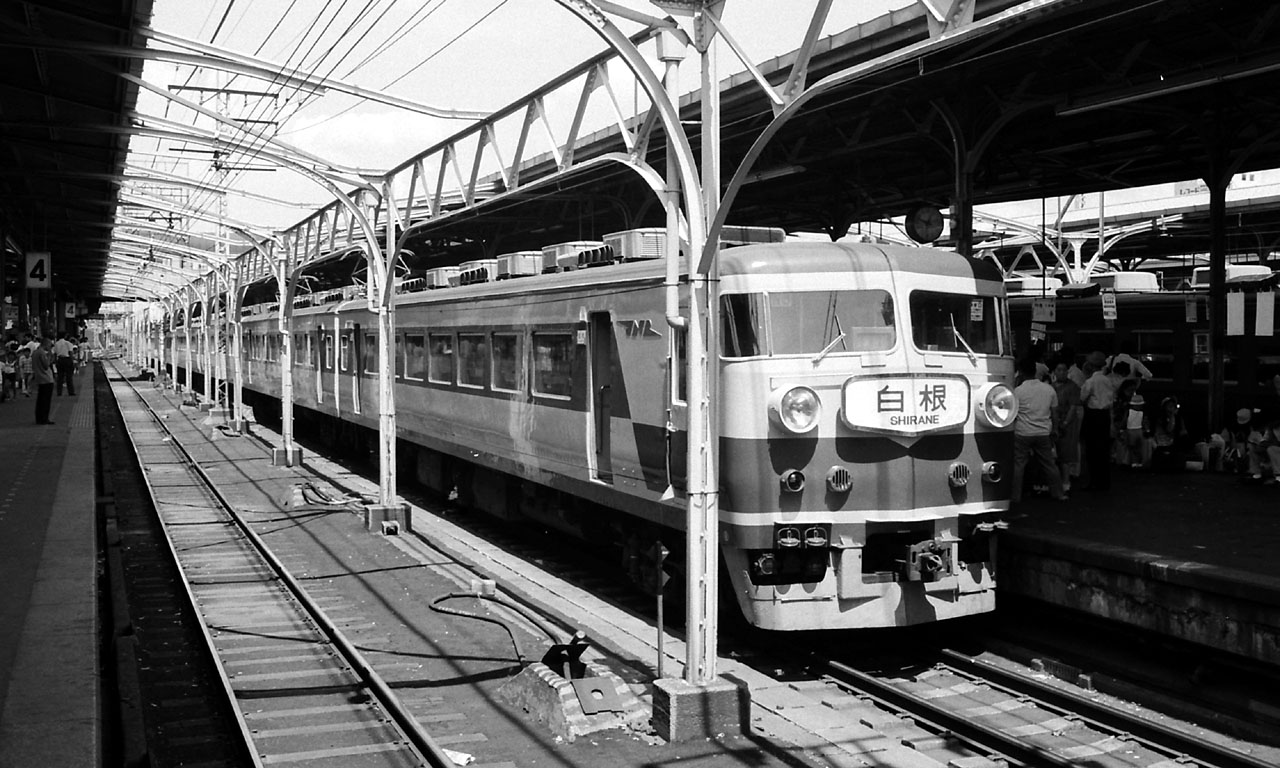
特急「白根」

1971年（昭和46年）4月24日には吾妻線長野原以西の延伸開業にともない、上野 - 長野原（現・長野原草津口）間に不定期特急「白根」下り2本・上り1本が設定され、土曜・休日を中心に季節・臨時「あまぎ」用7両編成で運転開始。同年冬には運転区間が万座・鹿沢口まで延長された。
1972年3月15日のダイヤ改正で「白根」は予定臨時2往復での運転となり季節毎の時刻変更がなくなった。

### 廃車
1972年以降は「あまぎ」「白根」で運用されたが、冷房取付時に側窓固定化等の改造が行われなかったことから下降窓より車体内部へ雨水が浸入しやすい構造に対策の無いまま使用され、またこの部分には冷房使用に伴う結露も発生し、車体腐食が進行した。このため外板更新や窓固定化等が一部車両に施工されたものの対症療法的な処置であり、労使関係が悪化していた当時の国鉄では根本的な対策も見つからず、最大で実働わずか17年で183系1000番台への置換えが決定。「白根」は1975年12月26日で、「あまぎ」は季節・臨時が1976年1月25日で、定期は同年2月28日で、一般営業運用を終了した。
この結果クロ157-1と牽引用のクモハ157+モハ156-1・2の4両を除く車両は同年中にすべて廃車となった。

### 特殊な運用
1962年（昭和37年）に信越本線の長岡 - 新潟間の電化が完成することになり、上越線経由で特急電車を運転するという計画がなされた。全線直流区間ということもあり、151系に白羽の矢が立ったが、本来は平坦区間用の電車が山岳路線で20 ‰勾配の続く上越国境での運用に耐えられるかの懸念が残った。そこで1961年（昭和36年）6月21日 - 22日にかけて10月のダイヤ改正用に早期落成した151系と本系列を持込み上越線新前橋 - 長岡間での比較走行試験を行った。
その結果は、山岳路線である上越線の連続勾配で151系4M3Tでは歯車比が3.5と高速指向だったため電動機への過負荷による発熱が見られ、さらに4M2Tであっても同様な状況で問題が残った。一方、歯車比4.21の本系列では何も問題はなく安定した走行を得られたため151系の車体に本系列の走行装置を組み合わせた161系電車が開発されることになった。
1963年（昭和38年）4月15日、アジア極東経済委員会一行が建設中の東海道新幹線を視察することになり、東京 - 鴨宮間特別臨時列車「ECAFE SPECIAL（エカフェ スペシャル）」に投入された。
1964年（昭和39年）1月24日、2007M下り「おおとり」が車内に消毒薬を撒き過ぎ使用不可能となり、本来投入予定の151系に代わり153系との混結編成で運転された。当日の編成を以下に示す。
| ← 名古屋東京 → |            |            |            |            |              |   |             |              |              |              |             |
| クモハ 157-6   | モハ 156-6 | サロ 157-2 | サハ 157-2 | モハ 156-5 | クモハ 157-5 | + | クハ 153-34 | サハ 153-203 | モハ 152-123 | モハ 153-123 | クハ 153-21 |

1964年4月24日に発生した「第1富士」脱線転覆事故の影響で本系列は下記の運用変更が行われた。
- 5月7日 - 5月31日
  - 4月25日 - 5月6日に代走運用へ充当された宮原電車区（後の宮原総合運転所→現・網干総合車両所宮原支所）所属の153系[注 32]に代わり、本系列9両編成で下り「第1こだま」→上り「第2こだま」に充当[注 33]。このため定期「ひびき」は7両編成での運転となるとともに不定期の「第2ひびき」は運休とした。
- 6月1日 - 6月30日
  - 151系「特8編成」の大阪方先頭車をクハ161-3に差し換えたため上越線特急「とき」に161系との混結編成で充当された[注 8]。

| ← 上野新潟 → |          |          |          |          |          |          |          |            |
| クハ 161     | モロ 161 | モロ 160 | サシ 161 | モハ 160 | モハ 161 | サハ 157 | モハ 156 | クモハ 157 |

- なおサハ157形を捻出した関係で、この間の「日光」はサハ1両を減じた5両の変則編成で対応した。また6月16日には新潟地震が発生したため、「とき」は17日 - 26日は運休[注 34]となった。

## 貴賓車クロ157形
クロ157形は、従来の貴賓車クロ49形に代わる御用邸への移動の際など皇室の小旅行用ならびに外国賓客用貴賓車で、お召し列車の簡素化を目的として1960年（昭和35年）7月に川崎車輛で1両のみが製造され、2025年（令和7年）現在もJR東日本に車籍を有する。
本系列一般車と同じく配置は新製時から一貫して田町電車区（→田町車両センター→東京総合車両センター田町センター）であったが、2012年12月に東京総合車両センターへ回送を実施し、同センター内御料車庫へ収容。2013年3月15日付で田町車両センターの東京総合車両センター田町センターへ改組および車両配置終了に伴い翌16日付で東京総合車両センターへ転属した。

### 構造
車体は、中間車としての使用も考慮して前面貫通構造とし、クハ153形0番台車に酷似する前面形状・低運転台構造を採用。ただし、運転室は編成中間に組成される場合などにはシャッターを降ろし入室できない半室構造である。
153系との併結運転も可能であり初期の試運転で実施された。
新製時から空調装置を完備しており、屋根上にAU12形分散式冷房装置を搭載。電源は80系サロ85020での冷房試験で使用した自車給電用18 kVAの電動発電機 (MG) を再整備して搭載する。客用扉は戸袋を廃した4枚折戸を採用。コンパートメント形式の貴賓室を車体中央部に有し、その前後を控室で挟み込む構造とした。貴賓室の窓は大型合わせガラスを片側3枚とし、そのうち中央の1枚は賓客の答礼の便を図るために電動で開閉できるほか、貴賓室は光天井方式で冷房は隣の控室からダクトで導く構造である。さらにテーブルを挟んだ2つの主賓用の椅子は安楽椅子を採用したほか、絨毯の床・ソファ・飾り棚・ラジオなども装備する。定員は6名。
製造当初の車体塗装は他の157系と同様クリーム4号と赤11号の塗り分けで、赤11号から赤2号への塗り替えも他車と同時期に実施された。車体側面の車号表記は他の157系が車体中央下部への赤色ペイントに対し、本形式ではステンレス製切り抜き文字を後位側出入り台脇への貼り付けとした。

### 運用
当初はクモハ157・モハ156-1が牽引にあたり、クロ157-1を後部に連結した3両編成で運転されたが、1962年6月に牽引車が電気系統の故障により運転不能な状態に陥ったために、次の変更措置が取られた。
- 牽引車にクモハ157-2・モハ156-2を追加指定し、両ユニットで挟み込む5両編成を基本[注 39]とした。
  - その後1966年11月の運転より一旦は運用開始当時の3両編成での運転（ただし牽引する2両は冷房化）となったが、1970年頃より再度5両編成の運転に戻され、以後1980年11月までの間は5両全車が157系の編成で運用されていた。
- 二重の安全対策として、冷房化に先立ちモハ156-1・2に第2パンタグラフを設置する工事が緊急に行われた。

牽引用電動車ユニットは特急用他車の廃車後も残ったが、1980年（昭和55年）2月15日の牽引を最後に同年11月28日付けで廃車。1982年（昭和57年）11月までに解体された。
157系廃車後の牽引車は183系1000番台が充当されたが、1985年（昭和60年）3月に183系が長野運転所（現・長野総合車両センター）へと転出したため同時期に新前橋電車区（現・高崎車両センター）から転入した185系200番台が充当された。このため外板塗色も当時の185系に準じたアイボリー地に緑帯に変更された。
1987年（昭和62年）の国鉄分割民営化時には東日本旅客鉄道（JR東日本）へ承継。民営化後も何度か運転されたが、平成時代に入ってからは、特別扱いを嫌っていた天皇の意向やその他の諸事情などにより列車による行幸は一般向けの車両を使用した「団体列車」形式で行われるケースがほとんどとなり、専用列車を仕立てたお召し列車そのものの運転回数が減少したことや補修部品の確保も難しくなったことから、1993年（平成5年）9月8日の運用を最後に全く運転実績のない状態が続いた。
またクロ157-1による列車運用は原則的に通常の定期列車とは別に設定されるが、1962年10月13日に準急「日光」に併結されて運転されたケースがある。
当日の準急「日光」
| ← 日光・東京宇都宮 → |          |          |   |            |          |          |          |          |            |
| クモハ 157           | モハ 156 | クロ 157 | + | クモハ 157 | モハ 156 | サハ 157 | サロ 157 | モハ 156 | クモハ 157 |

- 東京方3両は増号車扱い。またクモハ157形と向かい合わせのために通り抜け不可。